# AC汽車

一輛1927年的AC汽車

AC汽車（AC Cars Ltd.）是英國的一家汽車企業，也是英國歷史最古老的獨立系汽車企業。AC汽車由Weller兄弟創建，生產的第一輛汽車於1903年在水晶宮舉辦的車展上展示。

## 外部連結
- AC Automotive  (Germany)（页面存档备份，存于）
- AC Heritage website
- 中的“AC Cars”
- AC cars on 3-wheelers.com（页面存档备份，存于）
- AC built railcar